# Réunion informelle des chefs d'État ou de gouvernement de l'Union européenne du 9 mai 2019
La réunion informelle des chefs d'État ou de gouvernement de l'UE du 9 mai 2019, appelée sommet de Sibiu, est une réunion des membres du Conseil européen (les chefs d'État et de gouvernement de l'Union européenne) à Sibiu à l'invitation de la présidence roumaine du Conseil de l'UE durant le premier semestre 2019. Il réunit les 27 chefs d’État ou de gouvernement de l'Union européenne à l'exception du Royaume-Uni. La date du 9 mai, jour de la Journée de l'Europe, correspond à l'anniversaire de la déclaration prononcée par le Français Robert Schuman en 1950.
Les deux principaux sujets à l'ordre du jour sont la préparation du programme stratégique de l'UE pour la période 2019-2024 et le processus de nomination des nouveaux dirigeants de l'UE en juin 2019 faisant suite aux élections européennes qui se dérouleront du 23 au 26 mai.

## Contexte
Le sommet de Sibiu intervient dans un contexte particulier pour l'Union européenne. En effet, le Royaume-Uni, qui aurait déjà dû quitter l'Union européenne le 29 mars 2019, est alors un État en phase de retrait. En conséquence, il ne participe pas au sommet. Parmi les États restant, plusieurs sont dirigés par des personnalités d'extrême droite ou des dirigeants populistes, à l'instar de la Hongrie, l'Italie ou la Pologne.

## Conclusions

### Nomination des nouveaux dirigeants de l'UE en juin 2019
Les chefs d’État et de gouvernement sont convenus de se réunir dès le 28 mai 2019 afin de prendre en compte le résultat des élections européennes de 2019. Ils ont ainsi pour objectif d'entamer rapidement les discussions au sujet du processus de nomination à certaines positions afin d'éviter une paralysie des institutions. Ce processus de nomination inclut notamment le prochain président du Conseil européen, le prochain Haut représentant de l'Union pour les affaires étrangères et la politique de sécurité et le prochain président de la Banque centrale européenne. De même, ils discuteront des propositions de candidats pour le poste de président de la Commission européenne,.
Donald Tusk, le président du Conseil européen, déclare que ces nominations devront respecter la balance démographique, géographique et politique de l'Union. Il ajoute que, si possible, la décision sera prise par consensus mais que, en cas de paralysie insurmontable, elle serait mise au vote conformément aux dispositions des traités. La déclaration ne précise pas si le processus de Spitzenkandidaten (selon lequel le parti obtenant le plus de voix aux élections européennes obtenait la présidence de la Commission) serait utilisée sans pour autant l'exclure.

### Chypre
Lors du Sommet, les membres du Conseil européen se sont penchés sur la situation à Chypre. En effet, le président chypriote Nicos Anastasiades informa les autres dirigeants que la Turquie avait entamé des forages dans la zone économique exclusive du Chypre. Donald Tusk déclara, au nom des chefs d’État et de gouvernement, le soutien de l'UE à Chypre et exige que la Turquie respecte la souveraineté des États membres. Il ajoute que l'Union surveille les développements sur ce point.

### Déclaration de Sibiu
La déclaration, qualifiée par certains médias de « dix commandements de l'Union »,, réaffirme plusieurs points :
1. « une seule Europe » : rejetant ainsi l'idée d'une Europe à deux vitesses.
2. « rester[...] unis, envers et contre tout » qui inclut la notion de solidarité et de parler d'une seule voix.
3. la recherche de « solutions communes » et de s'écouter les uns et les autres.
4. la protection du « mode de vie, [de] la démocratie et [de] l'état de droit ».
5. « obtenir des résultats là où cela compte le plus » : ainsi, les dirigeants s'engagent à ce que l'UE pèse de son poids sur les dossiers importants.
6. le respect du « principe d'équité » dans les domaines du travail, de la protection sociale, l'économie et l'économie numérique. Enfin, les membres du Conseil européen s'engagent à ce que les disparités entre les États membres se réduisent.
7. « doter[...] l'Union des moyens nécessaires pour atteindre ses objectifs et mener à bien ses politiques ».
8. « investir[...] dans la jeunesse » et doter l'Union des moyens d'« affronter l'avenir et à même de relever les défis [...] du XXIe siècle ».
9. la protection des citoyens et leur sécurité « en investissant dans [le] pouvoir de convaincre et [le] pouvoir de contraindre ».
10. enfin, « l'Europe sera un acteur de premier plan responsable sur la scène mondiale ». Dans ce point, le Conseil européen rappelle la défense du multilatéralisme fondé sur des règles afin de répondre aux « défis mondiaux tels que la préservation de l'environnement et la lutte contre le changement climatique ».

### Agenda stratégique 2019-2024
Le Conseil européen est une des sept institutions de l'UE. Son rôle principal consiste à déterminer l'orientation et les priorités politiques générales de l'UE. Il n'a pas de compétence législative, et n'intervient donc pas dans la négociation ni dans l'adoption des lois de l'UE. De manière courante, le Conseil européen exerce son rôle d'orientation à travers ses réunions périodiques - au moins trois fois par an - qui font l'objet de conclusions écrites qui fixent les objectifs et les mesures à prendre.
En 2014, à l'occasion des élections au Parlement européen et du renouvellement de la Commission européenne, le Conseil européen a pour la première fois adopté un programme stratégique qui définissait les priorités de l'UE pour la période 2014-2019. Donald Tusk et les dirigeants européens ont décidé de renouveler cette initiative pour la période 2019-2024 dans le contexte du nouveau cycle institutionnel de l'Union européenne initié par les élections européennes de fin mai et la nomination de nouveaux titulaires à cinq postes clés, le président de la Commission, le président du Conseil de l'UE, le président de la Banque centrale européenne, le poste de Haut représentant de l'Union pour les affaires étrangères et la politique de sécurité, et celui de président du Parlement.
Dans un contexte de grande incertitude en raison du Brexit et de l'inconnue des résultats des élections, les chefs d'État et de gouvernement réunis à Sibiu le 9 mai procèdent à un premier tour d'horizon des priorités envisageables, sans prise de décision.

## Sources

#### Documents officiels
- « Réunion informelle des chefs d'État ou de gouvernement, Sibiu, 09/05/2019 », sur Consilium (site officiel du Conseil européen et du Conseil  de l'UE), 9 mai 2019.
- « Contribution de la Commission à la réunion informelle des chefs d’État ou de gouvernement de l’UE à 27 à Sibiu (Roumanie) le 9 mai 2019 », sur Commission européenne, 9 mai 2019.
- Conseil européen, Déclaration de Sibiu, consilium.europa.eu, 9 mai 2019 (lire en ligne)

#### Articles
- Cécile Ducourtieux et Philippe Ricard, « Europe : à Sibiu, les Vingt-Sept se lancent dans la bataille des postes », Le Monde,‎ 10 mai 2019 (lire en ligne).
- Anne Rovan, « Européennes: à Sibiu, les Vingt-Sept posent les jalons de l’après-scrutin », Le Figaro,‎ 9 mai 2019 (lire en ligne).
- Anastasia Becchio, « UE: à Sibiu, le sommet des bonnes intentions », rfi.fr,‎ 9 mai 2019 (lire en ligne, consulté le 10 mai 2019)
- France Soir, « Sommet de Sibiu: l'UE prépare la vie à 27 et la course aux postes clés », francesoir.fr,‎ 9 mai 2019 (lire en ligne, consulté le 9 mai 2019)
- (en) David M. Herszenhorn, « Tusk issues formal invitation for Sibiu summit », Politico,‎ 5 juin 2019 (lire en ligne)
- (en) ECOS, « Outcome of the informal meeting of EU-27 leaders on 9 May 2019 in Sibiu », 13 mai 2019
- (en) « Spitzenkandidaten survives Sibiu, Tusk calls summit for 28 May », EurActiv,‎ 9 mai 2019 (lire en ligne)
- Vincent Georis, « L'Europe adopte ses 10 commandements et prépare l'ère post-Juncker », L’Écho,‎ 9 mai 2019 (lire en ligne)
- « Les Dix commandements de l'Union », La Liberté,‎ 8 mai 2019 (lire en ligne)

## Compléments